# Панцулая, Мамука
Мамука Панцулая (9 октября 1967, Тбилиси, Грузинская ССР — 26 февраля 2019) — советский и грузинский футболист, нападающий. Мастер спорта СССР (1985).

## Биография

### Клубная карьера
Воспитанник футбольной школы «Юный динамовец» Тбилиси, первый тренер О. Гегечкори. Танцевал в народном ансамбле Грузии..
В 1985—1989 годах играл в «Динамо» Тбилиси. В чемпионате СССР дебютировал 30 июня 1985 — в гостевом матче 18 тура против «Металлиста» (0:1) вышел на замену на 81-й минуте. Всего за команду провёл 40 матчей, забил четыре гола в чемпионате, 6 матчей, два гола в Кубке СССР, три матча в Кубке УЕФА 1987/88, 10 матчей в Кубке Федерации футбола СССР и 47 матчей, 13 голов — за дубль.
Во второй половине 1989 года сыграл 11 матчей, забил пять голов в составе «Торпедо» Кутаиси в первой лиге.
В чемпионате Грузии играл за «Горду»/«Металлург» Рустави (1990—1992), «Шевардени-1906» (1993), «Одиши» Зугдиди (1996/97). В 1991 году из-за конфликта с судьёй был дисквалифицирован на один год.
Лучший бомбардир первого чемпионата Грузии (совместно с Гией Гурули) — 23 гола.

### Карьера в сборной
В составе юношеской сборной СССР выиграл турнир УЕФА 1985 (до 16 лет). Был признан лучшим игроком турнира.
27 мая 1990 года сыграл за сборную Грузии в матче против сборной Литвы (2:2), вышел в основном составе и отыграл первый тайм. Федерации футбола обеих республик к тому моменту вышли из Федерации футбола СССР и считали себя независимыми. Ныне Федерация футбола Грузии считает этот матч официальной игрой национальной сборной страны.

### После завершения карьеры
Тренировал футбольную академия «Олимпи», среди воспитанников — Торнике Окриашвили.
Сын Георгий также футболист.
Скончался 26 февраля в возрасте 51 года.

## Достижения
- Чемпион Европы среди юношеских команд (до 16 лет) 1985 года.
- Бронзовый призер чемпионатов Грузии (2): 1990, 1992 годов.
- Лучший бомбардир (по 23 гола — с Гией Гурули) чемпионата Грузии 1990 года.
- Лучший бомбардир (8 голов) Кубка Грузии 1997 года.
- Лучший игрок юношеского чемпионата Европы 1985 года.
- Лучший бомбардир (5 голов) юношеского чемпионата Европы 1985 года.